# Наїзд фургона на натовп у Торонто (2018)

Терористичний напад, скоєний у центрі міста Торонто, Канада, у квітні 2018. О 13:30 (UTC -4:00), 23 квітня 2018, орендований фургон (мікроавтобус) Chevrolet Express почав давити людей на тротуарі на вулиці Янґ в районі Норт Йорк (бізнес район Торонто), — вбито 10 і поранено 15 осіб. Підозрюваний, 25-річний Алек Мінасян, був заарештований 26 хвилинами пізніше. Це найсмертельніша транспортно-таранна атака в історії Канади.

## Інцидент
Інцидент стався приблизно в 13:30 (EST) (UTC -4:00). Фургон, орендований у компанії Ryder, з порушенням правил дорожного руху з вулиці Янґ на вулицю Фінч в напрямку вулиці Шепард, проїхавши на червоне світло та різко звернув на тротуар, давлячи кількох пішоходів залишив місце злочину, через десяток міських кварталів.
Поліція оточила пошкоджений фургон, який зупинився через приблизно 2,3 км на південь від місця атаки, на північному тротуарі вулиці Poyntz, просто на захід Вулиці Янг двома кварталами на південь від Шепард, з підозрюваним водієм, що стояв біля відкритих дверей фургона. Підозрюваний був заарештований поліціянтом після короткого протистояння о 13:52 pm (UTC -4:00), під час якого він неодноразово провокативним рухом запихав руку до задньої кишені ніби по пістолет, хоча насправді там був стільниковий телефон. Попередній перегляд відеоролика про арешт створює враження, що він провокував поліційного офіцера, щоб той убив його.
Усіх постраждалих було відправлено до лікарні Саннібрук, де були швидко організовані відповідні умови для масового прийому постраждалих. Пітверджено, що 9 людей померло на місці та 16 поранено. О 20:15 (UTC -4:00) у Поліції Торонто заявили про 10-ох загиблих. У медичному центрі Саннібрук лікували 10 жертв. У лікарні повідомили, що двоє людей прибули без ознак життя і були визнані мертвими після прибуття, 5 — у критичному станом, 2 — серйозному, 2 — в задовільному стані.